# Woorinen South
Woorinen South is een plaats in de Australische deelstaat Victoria en telt 315 inwoners (2006).